# OPGA

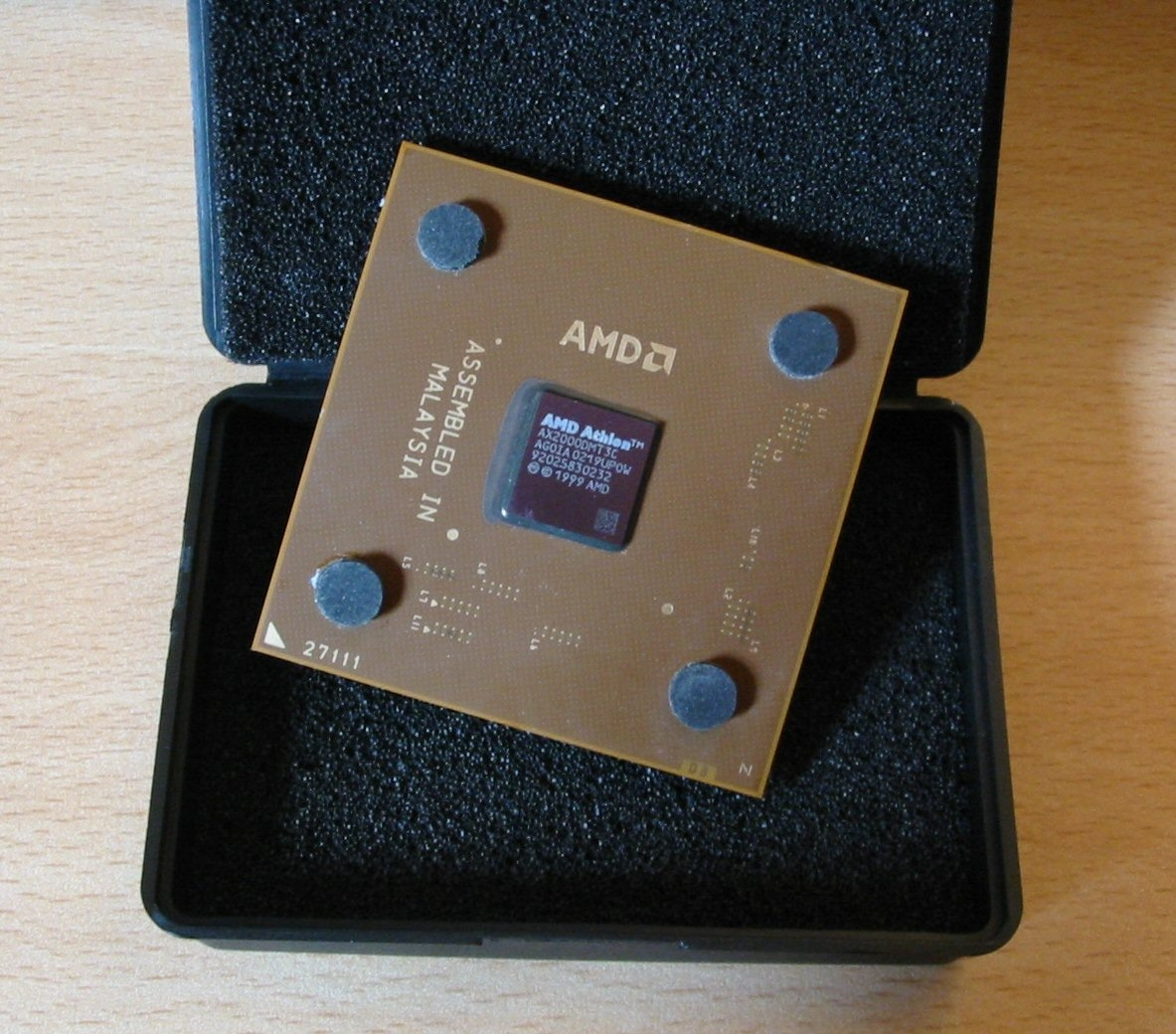

OPGA (ang. Organic Pin Grid Array) – wersja obudowy układów scalonych, a w szczególności mikroprocesorów, która jest wykonana z tworzywa organicznego i na której osadzona jest płytka półprzewodnika.
Ten rodzaj obudowy został wprowadzony dla procesorów AMD Athlon XP opartych na gnieździe Socket A, ale także stosowany do procesorów AMD korzystających z Socket 754, Socket 939, Socket 940, Socket AM2 i Socket AM2+.